# 霍赫施泰滕
霍赫施泰滕是德国莱茵兰-普法尔茨州的一个市镇。总面积5.49平方公里，总人口626人，其中男性315人，女性311人（2011年12月31日），人口密度114人/平方公里。